# Brännmanet
Brännmanet är alla arter av maneter med nässelgift som orsakar reaktioner hos människor. Det finns olika arter i alla hav. I Sverige finns röd brännmanet på västkusten och i södra Östersjön och den blå brännmaneten förekommer ibland på västkusten.

## Källhänvisningar
1. ↑   brännmaneter i Nationalencyklopedins nätupplaga. Läst 15 april 2016.